# Laura Pigossi
Laura Pigossi Herrmann de Andrade, née le 2 août 1994 à São Paulo, est une joueuse de tennis brésilienne, professionnelle depuis 2012.

## Carrière

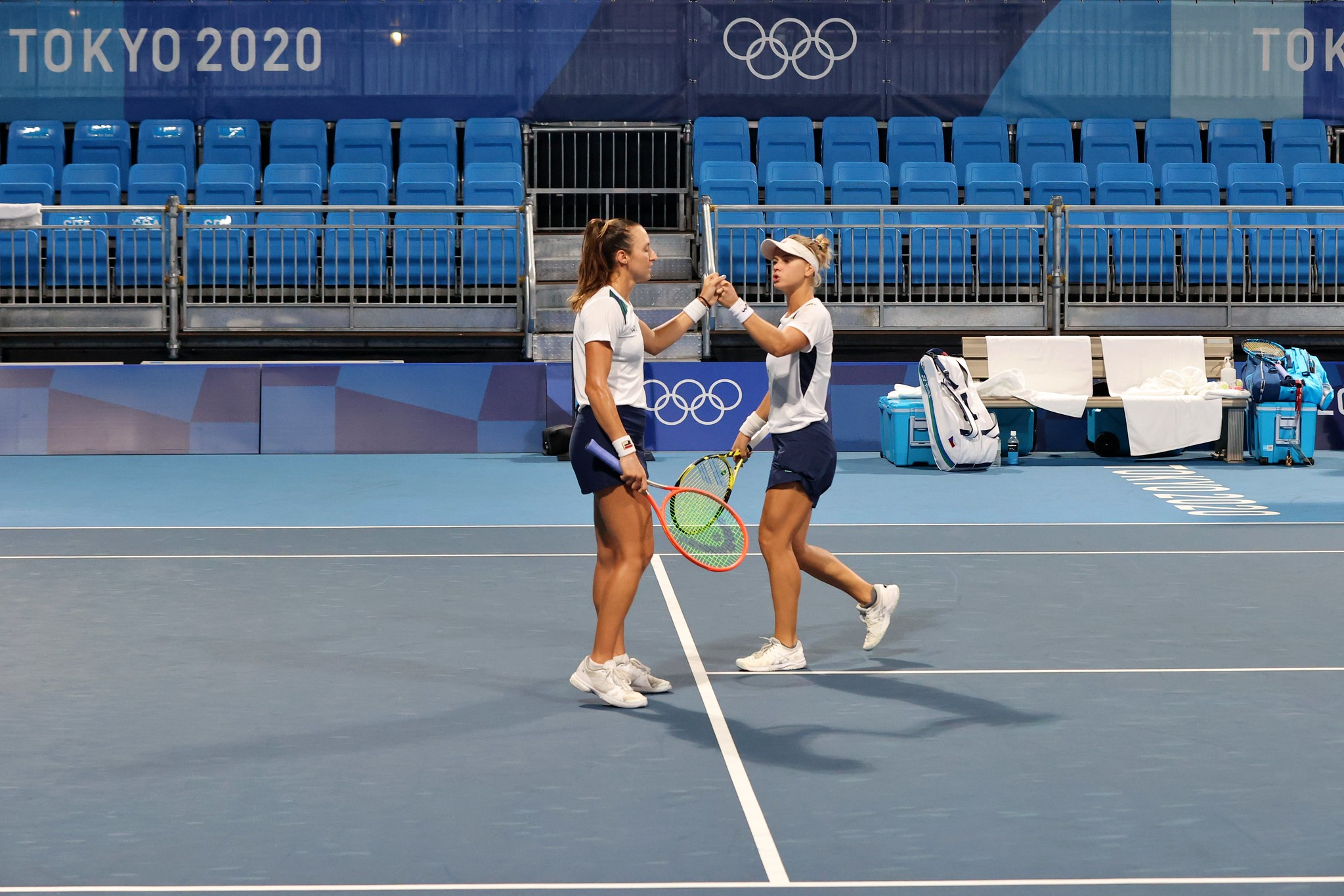
Stefani et Pigossi à Tokyo en 2021.

Elle fait partie de l'équipe du Brésil de Fed Cup depuis 2013.
Lauréate de sept tournois ITF en simple, elle remporte ses plus gros titres à Pune et à Guayaquil en 2021. En double, elle totalise 39 titres dont le 60 000 $ de Rome remporté en 2018 avec Renata Zarazúa.
Bien qu'elle ne soit classée que 188e mondiale, elle est sélectionnée en double après plusieurs forfaits pour participer aux Jeux olympiques de Tokyo avec Luisa Stefani. Le duo crée la surprise en atteignant les demi-finales après des succès sur les paires canadiennes, tchèques et américaines. Battues par Belinda Bencic et Viktorija Golubic, elle décrochent la médaille de bronze en venant à bout des Russes Veronika Kudermetova et Elena Vesnina après avoir sauvé quatre balles de match consécutives dans le super tie-break.
En 2022, issue des qualifications, elle accède à la finale du tournoi de Bogota après avoir battu la tenante du titre Camila Osorio.

## Palmarès

### Titre en simple dames
Aucun

### Finale en simple dames
| No | Date       | Nom et lieu du tournoi  | Catégorie | Dotation  | Surface      | Vainqueure    | Score         |          |
| -- | ---------- | ----------------------- | --------- | --------- | ------------ | ------------- | ------------- | -------- |
| 1  | 04-04-2022 | Copa Colsanitas, Bogota | WTA 250   | 239 477 $ | Terre (ext.) | Tatjana Maria | 6-3, 4-6, 6-2 | Parcours |

### Titre en double dames
Aucun

### Finale en double dames
| No | Date       | Nom et lieu du tournoi        | Catégorie | Dotation  | Surface      | Vainqueures                        | Partenaire       | Score            |          |
| -- | ---------- | ----------------------------- | --------- | --------- | ------------ | ---------------------------------- | ---------------- | ---------------- | -------- |
| 1  | 31-03-2025 | Copa Colsanitas Zurich Bogota | WTA 250   | 275 094 $ | Terre (ext.) | Cristina Bucșa Sara Sorribes Tormo | Irina Maria Bara | 5-7, 6-2, [10-5] | Parcours |

### Titre en simple en WTA 125
| No | Date       | Nom et lieu du tournoi            | Catégorie | Dotation  | Surface      | Finaliste   | Score    |          |
| -- | ---------- | --------------------------------- | --------- | --------- | ------------ | ----------- | -------- | -------- |
| 1  | 27-11-2023 | IEB+ Argentina Open, Buenos Aires | WTA 125   | 115 000 $ | Terre (ext.) | María Carlé | 6-3, 6-2 | Parcours |

### Titre en double en WTA 125
| No | Date       | Nom et lieu du tournoi        | Catégorie | Dotation  | Surface      | Partenaire      | Finalistes                         | Score     |          |
| -- | ---------- | ----------------------------- | --------- | --------- | ------------ | --------------- | ---------------------------------- | --------- | -------- |
| 1  | 02-12-2024 | MundoTenis Open Florianópolis | WTA 125   | 115 000 $ | Terre (ext.) | Maja Chwalińska | N. Fossa Huergo Valeriya Strakhova | 7-63, 6-3 | Parcours |

### Finales en double en WTA 125
| No | Date       | Nom et lieu du tournoi              | Catégorie | Dotation  | Surface      | Vainqueures                    | Partenaire      | Score            |          |
| -- | ---------- | ----------------------------------- | --------- | --------- | ------------ | ------------------------------ | --------------- | ---------------- | -------- |
| 1  | 25-03-2024 | San Luis Potosí 125 San Luis Potosí | WTA 125   | 115 000 $ | Terre (ext.) | Anna Bondár Tamara Zidanšek    | Katarzyna Piter | Forfait          | Parcours |
| 2  | 25-11-2024 | IEB+ Argentina Open Buenos Aires    | WTA 125   | 115 000 $ | Terre (ext.) | Maja Chwalińska Katarzyna Kawa | Mayar Sherif    | 6-4, 3-6, [10-7] | Parcours |

## Parcours en Grand Chelem

### En simple dames
| Année | Open d'Australie | Open d'Australie   | Internationaux de France | Internationaux de France | Wimbledon       | Wimbledon           | US Open | US Open               |
| ----- | ---------------- | ------------------ | ------------------------ | ------------------------ | --------------- | ------------------- | ------- | --------------------- |
| 2022  | Q1               | Nina Stojanović    | Q1                       | Nastasja Schunk          | 1er tour (1/64) | Kristína Kučová     | Q1      | Elina Avanesyan       |
| 2023  | 1er tour (1/64)  | Caty McNally       | Q3                       | Elizabeth Mandlik        | Q1              | Vera Zvonareva      | Q1      | Kaja Juvan            |
| 2024  | Q1               | Nigina Abduraimova | 1er tour (1/64)          | Marta Kostyuk            | Q1              | Anastasia Zakharova | Q1      | Mananchaya Sawangkaew |
| 2025  | Q2               | Viktorija Golubic  | Q1                       | Fiona Ferro              | Q1              | Bianca Andreescu    |         |                       |

N.B. : à droite du résultat se trouve le nom de l'ultime adversaire.

## Parcours en WTA 1000
Les tournois WTA 1000 constituent les catégories d'épreuves les plus prestigieuses, après les quatre levées du Grand Chelem.

### En simple dames
| Année |       |              |                |        |      |        |            |       |             |                 |  |                          |
| Doha  | Dubaï | Indian Wells | Miami          | Madrid | Rome | Canada | Cincinnati | Pékin | Guadalajara | Guadalajara     |  |                          |
| Doha  | Dubaï | Indian Wells | Miami          | Madrid | Rome | Canada | Cincinnati | Pékin | Guadalajara | Guadalajara     |  |                          |
| Doha  | Dubaï | Indian Wells | Miami          | Madrid | Rome | Canada | Cincinnati | Pékin | Guadalajara | Guadalajara     |  |                          |
| 2022  |       |              | Hors catégorie |        |      |        |            |       |             | Hors calendrier |  | 1er tour (1/32) D. Vekić |

Sous le résultat, l’ultime adversaire.
1. 1 2   Les tournois de Doha et Dubaï alternent le statut de tournoi WTA 1000 (ex Premier 5) entre 2009 et 2023 : les trois premières éditions ont lieu à Dubaï, les trois suivantes à Doha, puis Dubaï accueille le tournoi de cette catégorie les années impaires et Dubaï les années paires. De 2011 à 2023, la ville qui n’accueille pas de WTA 1000 organise à la place un tournoi WTA 500 (ex Premier).
2. 1 2 3 4 5 6   L’ordre de déroulement des tournois a évolué depuis 2009 : Rome se dispute avant Madrid et Cincinnati avant Montréal/Toronto jusqu’en 2010, tandis que Tokyo/Wuhan/Guadalajara ont lieu avant Pékin jusqu’en 2023.
3. ↑  Le 1er décembre 2021, le président de la WTA, Steve Simon, annonce que tous les tournois prévus en Chine et à Hong Kong sont suspendus à partir de 2022, en raison de préoccupations concernant la sécurité et le bien-être de la joueuse de tennis chinoise Peng Shuai après ses allégations de relations sexuelles non-consenties avec Zhang Gaoli, membre de haut rang du Parti communiste chinois. Le tournoi de Pékin revient en 2023. Le tournoi de Guadalajara remplace celui de Wuhan pendant deux ans, ce dernier réapparaissant en 2024.

## Parcours aux Jeux olympiques

### En simple dames
| # | Date       | Nom de l'olympiade         | Surface             | Résultat        | Ultime adversaire | Score         |          |
| - | ---------- | -------------------------- | ------------------- | --------------- | ----------------- | ------------- | -------- |
| 1 | 27/07/2024 | Olympic Tennis Event Paris | Terre battue (ext.) | 1er tour (1/32) | Dayana Yastremska | 3-6, 7-5, 6-0 | Parcours |

### En double dames
| # | Date       | Nom de l'olympiade         | Surface    | Résultat | Partenaire    | Ultimes adversaires                | Score          |          |
| - | ---------- | -------------------------- | ---------- | -------- | ------------- | ---------------------------------- | -------------- | -------- |
| 1 | 01/08/2021 | Olympic Tennis Event Tokyo | Dur (ext.) | Bronze   | Luisa Stefani | Veronika Kudermetova Elena Vesnina | 4-6, 6-4, 11-9 | Parcours |

## Classements WTA en fin de saison
| Année          | 2011 | 2012 | 2013 | 2014 | 2015 | 2016 | 2017 | 2018 | 2019 | 2020 | 2021 | 2022 | 2023 | 2024 |
| Rang en simple | 1134 | 580  | 351  | 280  | 545  | 378  | 402  | 580  | 399  | 391  | 218  | 114  | 134  | 129  |
| Rang en double | 694  | 358  | 238  | 161  | 232  | 142  | 210  | 164  | 140  | 152  | 183  | 219  | 281  | 224  |

Source : (en) Classements de Laura Pigossi sur le site officiel de la Fédération internationale de tennis